# Wang Yaowei
Wang Yaowei – chiński zapaśnik w stylu wolnym. Zdobył brązowy medal na mistrzostwach Azji w 1979 roku.